# Монтерубијано
Монтерубијано (итал. Monterubbiano) насеље је у Италији у округу Фермо, региону Марке.
Према процени из 2011. у насељу је живело 603 становника. Насеље се налази на надморској висини од 440 м.

## Становништво
| 1931. | 1936. | 1951. | 1961. | 1971. | 1981. | 1991. | 2001. | 2011. |
| ----- | ----- | ----- | ----- | ----- | ----- | ----- | ----- | ----- |
| 3.797 | 4.019 | 4.123 | 3.569 | 2.748 | 2.410 | 2.442 | 2.387 | 2.351 |